# Mistrzostwa Ukrainy w piłce nożnej (1995/1996)
Mistrzostwa Ukrainy w piłce nożnej – sezon 1995/1996 – V Mistrzostwa Ukrainy, rozgrywane systemem jesień – wiosna, w których 18 zespołów Wyszczej Lihi walczyli o tytuł Mistrza Ukrainy. Persza Liha składała się z 22 zespołów. Druha Liha w grupie A liczyła 22 zespoły, a w grupie B – 21 zespół. Od następnego sezonu Wyszcza Liha będzie liczyła 16 drużyn.
- Mistrz Ukrainy: Dynamo Kijów
- Wicemistrz Ukrainy: Czornomoreć Odessa
- Zdobywca Pucharu Ukrainy: Dynamo Kijów
- start w eliminacjach Ligi Mistrzów: Dynamo Kijów
- start w Pucharze UEFA: Czornomoreć Odessa
- start w Pucharze Zdobywców Pucharów: Nywa Winnica
- start w Pucharze Intertoto: Szachtar Donieck
- awans do Wyszczej Lihi: Worskła Połtawa
- spadek z Wyszczej Lihi: SK Mikołajów, Wołyń Łuck, Zoria Ługańsk
- awans do Pierwszej Lihi: CSKA Kijów, Metałurh Mariupol, Metałurh Donieck
- spadek z Pierwszej Lihi: Ratusza Kamieniec Podolski, Skała Stryj
- awans do Druhiej Lihi: Fakeł Warwa, Pokuttia Kołomyja, Papirnyk Malin, Portowyk Kercz, FK Petriwci, Łokomotyw Smiła, Awanhard Merefa
- spadek z Druhiej Lihi: Ahrotechserwis Sumy, Skify Lwów, Dynamo-Flesz Odessa, FK Kachowka, Temp-Adwis-2 Szepietówka, Szachtar Swierdłowsk, Dynamo Słowiańsk, Prometej Dnieprodzierżyńsk, Kosmos Pawłohrad